# 33137 Strejcek
33137 Strejcek este o planetă minoră (asteroid), cu un diametru de 2,655 km, din centura de asteroizi. A fost descoperită pe 20 februarie 1998 la Astronomické observatórium Modra⁠(d) de Adrián Galád⁠(d) și a fost numită după Alfred Strejček⁠(d). 
Obiectul prezintă o orbită caracterizată de o semiaxă mare de 2,5554668 UAi, o excentricitate de 0,06, o înclinație de 4,8088 ° în raport cu ecliptica.